# Кучина, Татьяна Геннадьевна
Татьяна Геннадьевна Кучина (род. 29 апреля 1968, Ярославль) — российский литературовед, доктор филологических наук (2009), профессор (2010).

## Биография
Окончила Ярославский государственный педагогический университет (ЯГПУ) и аспирантуру МГУ. Преподает в ЯГПУ с 1990 года, в 1997—2017 годах — заведующая кафедрой иностранных литератур и языков.
Научные интересы: современная русская и зарубежная литература, теоретическая поэтика (нарратология, теория стиха), перевод. Кандидатская диссертация — «Творчество В. В. Набокова в зарубежном литературоведении» (1996, МГУ). Докторская диссертация — «Поэтика русской прозы конца ХХ — начала XXI в.: перволичные повествовательные формы» (2009, МГУ).
Является председателем предметной комиссии ЕГЭ по литературе, председателем ЦПМК всероссийской олимпиады школьников по литературе, заместителем председателя жюри заключительного этапа всероссийской олимпиады школьников по литературе, автором заданий регионального и заключительного этапов олимпиады, проводит учёбу членов жюри. Входит в экспертную комиссию Российской научной конференции школьников «Открытие». В качестве приглашённого профессора проводит занятия для студентов Южного федерального университета, Школы-студии МХАТ, ВШЭ и зарубежных университетов (Париж, INALCO; Краков, Ягеллонский университет), для учителей и школьников в разных городах страны.
C 2016 г. ведет лекции и мастер-классы в образовательном центре «Сириус» (Сочи).

## Основные работы
- Поэтика «я»-повествования в русской прозе конца XX — начала XXI века: монография. — Ярославль: Изд-во ЯГПУ, 2008. — 269 с.
- Современный отечественный литературный процесс. — М.: Дрофа, 2006. — 349 с.